# Catandica
Catandica (connue sous le nom de Vila Gouveia avant l'indépendance) est une ville située dans la province de Manica au Mozambique. C'est le centre administratif du district de Bárue. En 2008, elle comptait 29 052 habitants.
La ville, près de la frontière avec le Zimbabwe, tire son nom du fils d'un chef local qui avait servi dans l'armée.